# Neryungrinsky (huyện)
Neryungrinsky (tiếng Nga: Нерюнгри́нский улу́с; tiếng Yakut: Нүөрүҥгүрү улууһа, Nüörünggürü uluuha, /nyøɾyŋgyɾy uluːha/) là 1 huyện hành chính thuộc Cộng hoà Sakha. Huyện có diện tích 98,900 km2 với dân số 74.901 người (2021). Trung tâm huyện là Neryungri